# Cantata BWV Anh 8
La Cantata BWV Anh 8 è una composizione di Johann Sebastian Bach.

## Storia
Pochissimo si sa di questa cantata, di cui non si conosce neanche il titolo, essendo andato perduto sia il testo che la musica.  Venne composta per festeggiare il capodanno 1723 presso la corte principesca di Anhalt-Köthen.